# Piazzale Loreto
La plaça de Loreto (en italià: Piazzale Loreto) és una plaça situada a Milà, Itàlia.

## Descripció
El nom Loreto també s'utilitza en un sentit més ampli per referir-se al districte que envolta la plaça, que forma part de la divisió administrativa de la Zona 2, a la part nord-est de la ciutat. El nom "Loreto" deriva d'un antic santuari que hi havia abans i que estava dedicat a la Mare de Déu de Loreto (un poble de la província d'Ancona).
L'estació de metro de Milà Loreto de la línia 1 es troba parcialment sota la plaça; és una important estació de transbordament amb la línia 2. Les vies i andanes d'aquesta última línia es troben, però, sota la propera plaça Argentina.

## Història

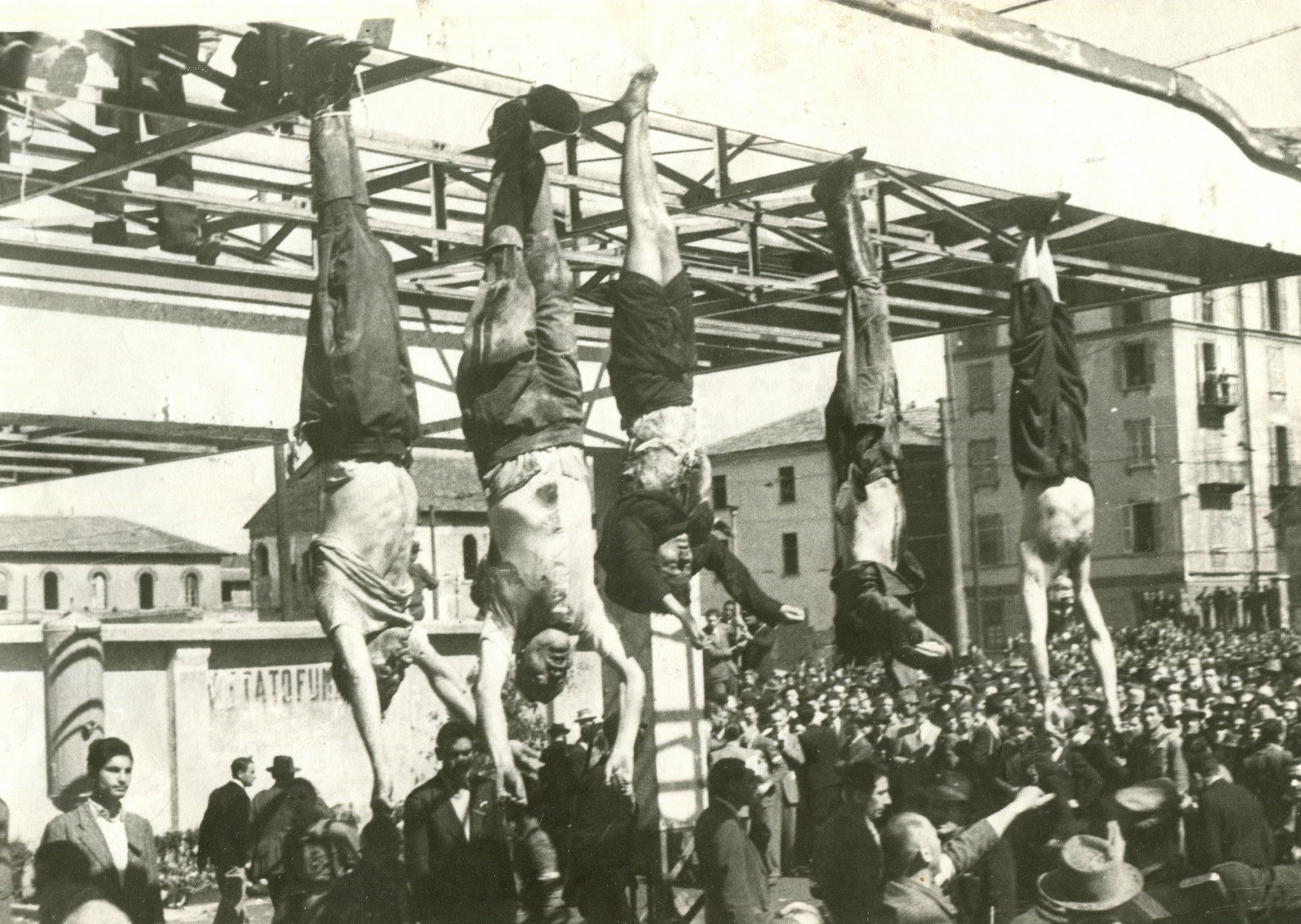
D'esquerra a dreta, els cossos de Bombacci, Mussolini, Petacci, Pavolini i Starace a la plaça de Loreto el 1945

En aquesta plaça es van produir 2 esdeveniments històrics de la Segona guerra mundial: 
1. Una massacre realitzada per la Legió Autònoma Mobile Ettore Muti el 10 d'agost de 1944 contra 15 antifeixistes partisans.
2. L'exposició pública del cos de Benito Mussolini el 29 d'abril de 1945, afusellat el dia anterior a Dongo, al costat de Clara Petacci i altres membres de la República Social Italiana, que havien estat capturats per membres de la resistència italiana prop del llac Como. Els cossos van ser portats a Milà, on van ser penjats del sostre d'una estació de servei Esso.[1]

En finalitzar la guerra la plaça va ser anomenada per un curt temps com a "Piazza Quindici Martiri" -Plaza dels quinze màrtirs-, en honor al primer fet, per a després recuperar el seu nom anterior.